# ریوامونته آگوردینو
ریوامونته آگوردینو (به ایتالیایی: Rivamonte Agordino) یک کومونه در ایتالیا است که در استان بلونو واقع شده‌است. ریوامونته آگوردینو ۲۳٫۲ کیلومتر مربع مساحت و ۶۶۴ نفر جمعیت دارد.